# Бельке, Витольд Францевич
Вито́льд Фра́нцевич Бе́льке (1893, г. Елатьма, Тамбовская губерния, Российская империя — 1972, г. Жуковский, Московская область, СССР) — преподаватель математики в учебных заведениях Елатьмы, Мурома, Витебска, Дорогобужа, Стаханово и Жуковского.

## Биография

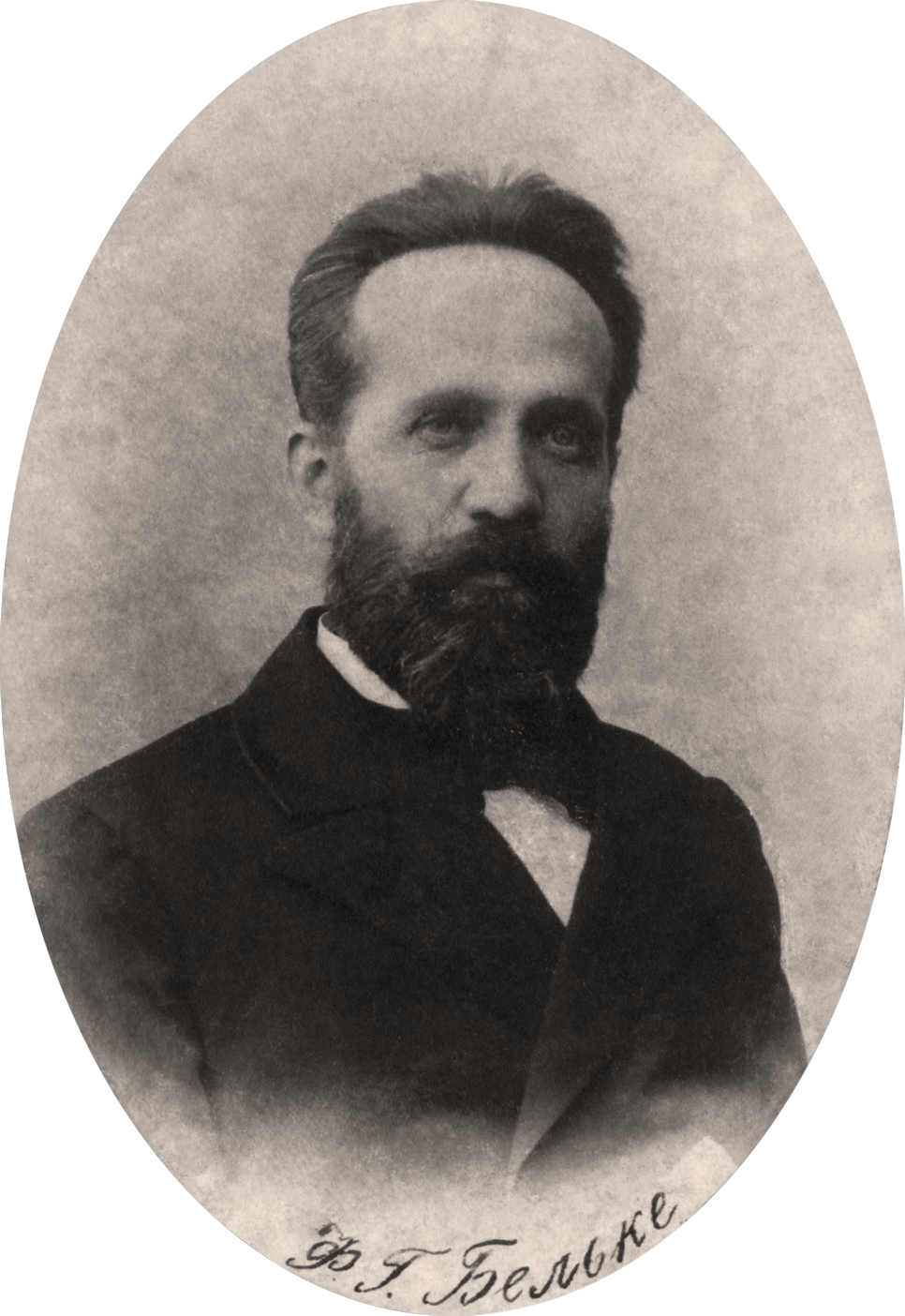
Отец В. Ф. Бельке

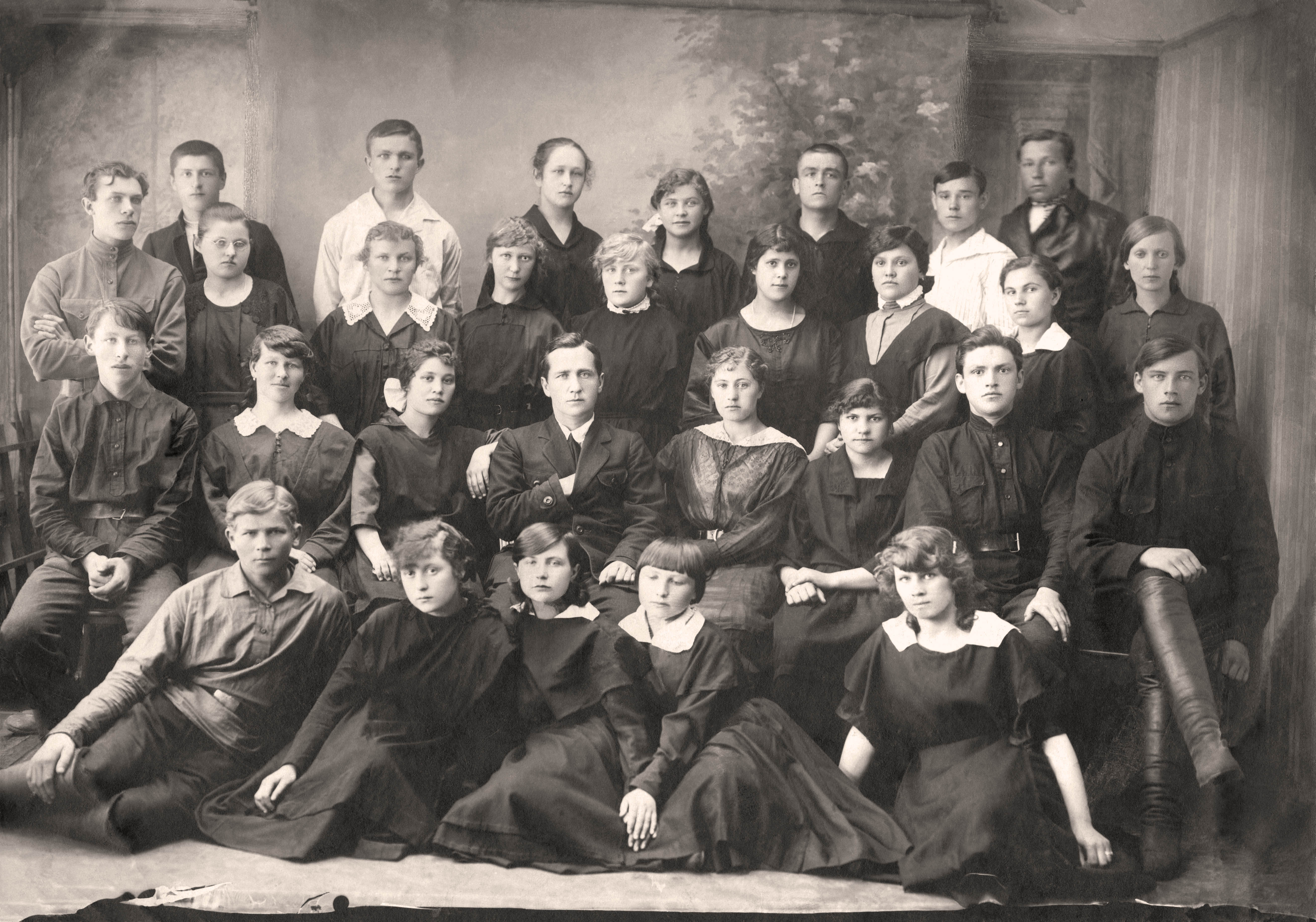
Выпуск учеников школы, 1924 год

В. Ф. Бельке родился в 1893 году в г. Елатьме Тамбовской губернии в семье преподавателя математики и физики Елатомской мужской гимназии Франца Густавовича Бельке, шведа по происхождению. Семья снимала квартиру на втором этаже располагавшегося на Пятницкой улице дома Н. П. Замешаева.
В 1911 году окончил Елатомскую мужскую гимназию. В 1917 году окончил физико-математический факультет Московского университета (диплом № 587).
С 1917 по 1918 год — преподаватель Елатомской женской гимназии. С 1918 по 1919 год — в уездном отделе народного образования, заведующий школьным отделением по г. Елатьме. С 1919 по 1924 год — преподаватель, заведующий школой 2-й ступени г. Елатьмы.
С 1924 по 1926 год — заведующий учебной частью в школе 1-й и 2-й ступени станции Муром Московско-Казанской железной дороги, с 1926 по 1928 год — заведующий школой-девятилеткой этой же станции. С 1928 по 1930 год — преподаватель в школе ФЗУ, а с 1930 по 1933 год — преподаватель техникума станции Муром.
С 1933 по 1936 год — заведующий учебной частью в школе ФЗУ станции Витебск Московско-Белорусско-Балтийской железной дороги.
В 1936 году — преподаватель техникума в г. Дорогобуже Западной области РСФСР.
С 19 августа 1936 года — заведующий учебной частью, с 1 июля 1937 года — директор неполной средней, а затем с 1939 по 1941 год и с 1943 по 1949 год — полной средней школы № 1 в п. Стаханово (с 1947 года — г. Жуковский).
С 1941 по 1943 год — участник Народного ополчения. Доброволец. В армии с 1941 года по декабрь 1942 года. В марте 1943 года вернулся на должность директора школы.
В 1949 году переведён в школу № 2 г. Жуковского в качестве учителя математики в старших классах, где и проработал до выхода на пенсию.
В. Ф. Бельке умер в ноябре 1972 года. Похоронен на Мемориальном комплексе «Кладбище Быково» (сектор 2, ряд 6, место 823).
Семья
- Жена — Бельке Лидия Алексеевна, библиотекарь[5]
  - Сын — Бельке Ольгерд Витольдович (1922—1942), погиб в июле 1942 года при обороне Севастополя[5]
  - Дочь — Бельке Изабелла Витольдовна[4]

## Награды
- Орден Трудового Красного Знамени
- Медали